# Fowlerichthys ocellatus
Fowlerichthys ocellatus is een straalvinnige vissensoort uit de familie van de voelsprietvissen (Antennariidae). De wetenschappelijke naam van de soort is voor het eerst geldig gepubliceerd in 1801 door Bloch & Schneider.
De soort komt voor in het noordwesten en het westen van de Atlantische Oceaan op diepten van 1 tot 150 m op een harde ondergrond en koraalriffen.
De vis kan een maximale lengte bereiken van 38 cm.
De soort wordt gevangen voor commerciële aquaria.